# برنهارت کایزر
برنهارت کایزر (آلمانی: Bernhard Kayser؛ ‏ ۶ اوت ۱۸۶۹ – ۱ ژانویهٔ ۱۹۵۴) چشم‌پزشک اهل آلمان بود. وی در دانشگاه توبینگن و برلین تحصیل کرد و مدرک دکترای پزشکی خود را در سال ۱۸۹۳ از دانشگاه هومبولت برلین دریافت کرد. وی پس از مدتی طبابت در توبینگن و فرایبورگ پزشک شرکت کشتیرانی نورددویچر لوید شد و دو سال و نیم در برزیل پزشک عمومی بود. حلقه‌های کایزر-فلیشر به نام او و برونو فلیشر نامگذاری شده‌اند. کایزر این نشانه را در مقاله‌ای در سال ۱۹۰۲ با عنوان «دربارهٔ یک مورد تغییر رنگ مادرزادی مایل به سبز قرنیه» توصیف کرده بود.